# Maison du XVIIIe siècle à Sremska Kamenica
La maison du XVIIIe siècle à Sremska Kamenica (en serbe cyrillique : Кућа из 18. века у Сремској Каменици ; en serbe latin : Kuća iz 18. veka u Sremskoj Kamenici) se trouve à Sremska Kamenica, dans la municipalité de Petrovaradin et sur le territoire de la ville de Novi Sad, en Serbie. En raison de sa valeur patrimoniale, elle est inscrite sur la liste des monuments culturels de grande importance de la république de Serbie (identifiant no SK 1159).

## Présentation
La maison, située 21 rue Karađorđeva à Sremska Kamenica a été construite en 1797, ainsi qu'en atteste une inscription en stuc de la façade donnant sur la rue. Cette façade, richement ornée, est de style baroque ; le rez-de-chaussée est doté de quatre fenêtres moulurées et de trois pilastres surmontés d'une corniche ; le premier étage, qui abrite deux fenêtres carrées, est encadré de volutes portant des pots à feu ; cet étage est surmonté par une autre corniche supportant deux pots à feu latéraux et est couronné par un pignon en volutes.